# Foieni
Foieni là một xã thuộc hạt Satu Mare, România. Dân số thời điểm năm 2002 là 1882 người.